# أليكس جيخو
أليكس جيخو (بالإسبانية: Alex Geijo)‏ (مواليد 5 سبتمبر 1982 في جينيف - سويسرا) لاعب كرة قدم سويسري يلعب حاليا لصالح نادي الدرجة الأولى ريسينغ سانتاندر الإسباني منذ 2009 في مركز المهاجم .

## روابط خارجية
- أليكس جيخو على موقع قاعدة بيانات كرة القدم.إي يو (الإنجليزية)
- أليكس جيخو على موقع Soccerway.com (الإنجليزية)
- أليكس جيخو على موقع عالم كرة القدم.نت (الإنجليزية)
- أليكس جيخو على موقع كووورة
- أليكس جيخو على موقع AS.com (الإسبانية)